# 許錫宣
許錫宣（ホ・ソクソン、生没年不詳）は、朝鮮民主主義人民共和国（北朝鮮）の政治家。朝鮮労働党の甲山派に属していた。

## 略歴
1948年9月の朝鮮民主主義人民共和国の建国に参加する。朝鮮労働党の党科学教育部長などを務める。1967年に唯一思想体系が採択されて金日成の独裁体制が強化されると甲山派は粛清されて失脚した。